# Thập niên 870
Thập niên 870 hay thập kỷ 870 chỉ đến những năm từ 870 đến 879.